# Dasylistroscelis
Dasylistroscelis is een geslacht van rechtvleugeligen uit de familie Gryllacrididae. De wetenschappelijke naam van dit geslacht is voor het eerst geldig gepubliceerd in 1940 door Mello-Leitão.

## Soorten
Het geslacht Dasylistroscelis  is monotypisch en omvat slechts de volgende soort:
- Dasylistroscelis neivai (Mello-Leitão, 1940)